# Emilio Alcalá Galiano
Pour les articles homonymes, voir Alcalá et Galiano.
Emilio Alcalá Galiano, comte de Casa-Valencia (es), vicomte del Pontón, Grand d'Espagne (7 mars 1831, Madrid - 12 novembre 1914, Saint-Sébastien) est un diplomate et homme politique espagnol.

## Biographie
Fils de Juan Antonio Alcalá Galiano y Bermudez et de María Teresa de Valencia y Junco Pimentel, comtesse de Casa Valencia (ca), grande d'Espagne, il est le père de Juan Alcalá Galiano (es).
Diplomate de carrière, il est successivement nommé à Washington en 1854, secrétaire au Mexique en 1855, à Londres en 1856, puis à Lisbonne en 1859. Il est ambassadeur à Londres de 1895 à 1897.
Nommé ministre des Affaires étrangères en 1875, il est sénateur du Royaume par la province de Grenade de 1876 à 1877, puis sénateur à vie à partir de 1877.
Le palais qu'il se fit construire à Madrid (Paseo de la Castellana) abrite aujourd'hui le ministère de l'Intérieur espagnol. Il était également propriétaire du Palacio de Ayete à Saint-Sébastien.
Il était membre de l'Académie royale espagnole et de l'Académie royale des sciences morales et politiques.

### Sources
- (es) Cet article est partiellement ou en totalité issu de l’article de Wikipédia en espagnol intitulé « Emilio Alcalá Galiano » (voir la liste des auteurs).